# 오이겐 폴란스키
오이겐 폴란스키(폴란드어: Eugen Polanski, 1986년 3월 17일, 폴란드 소스노비에츠 ~ )는 폴란드계 독일인 전 축구 선수로, 현역 시절 수비형 미드필더로 활약했다.

## 클럽 경력
본래 본명은 보구스와프 오이게니우시 폴란스키 (Bogusław Eugeniusz Polański)로, 폴란드 소스노비에츠에서 출생하였다. 그는 갓난아기였을 때 가족이 독일로 이주하였고, 그는 8세의 나이로 보루시아 묀헨글라트바흐의 유소년팀에 합류하였다. 2005년 2월 12일, 2004-05 시즌에, 그는 분데스리가에서 프로 데뷔전을 치루었다. 상대는 SV 베르더 브레멘이었는데, 묀헨글라트바흐는 0-2로 패하였고, 이 경기가 2004-05 시즌에 폴란스키가 출전한 유일한 경기였다.
같은 해 11월 19일, 바이어 04 레버쿠젠전에서 폴란스키는 이 홈경기에서 1-1로 비기도록 득점하였고, 더 많은 출장시간을 이어지는 2시즌간 확보하였다. 그러나 2007-08시즌, 묀헨글라트바흐가 승격을 이룬 시즌에는 9번의 리그경기 출장에 그쳤다.
그는 묀헨글라트바흐와의 계약이 만료된 후, 스페인 라 리가의 헤타페 CF로 이적하였다. 그의 첫 시즌에, 이 마드리드 지방을 연고로 하는 헤타페는 강등권과 고작 승점 1점차를 내고 잔류를 확정지었다. 그는 중원에서 하비에르 카스케로와 짝지어져 주전으로 기용되었다.
2009년 6월 12일, 폴란스키는 1. FSV 마인츠 05 1시즌간 임대이적에 합의하였다. 그러나, 다음 달, 계약이 1년 연장되었고, 2010년 11월 초에는 완전이적에 합의하였다.

## 국가대표팀 경력

### 독일 U-21
폴란스키는 다양한 연령대의 청소년 국가대표팀에 차출되었고, 주장으로 주로 활약하였다.
그는 2006년 UEFA U-21 챔피언쉽의 독일팀 주축 멤버로, 세르비아 몬테네그로를 상대로 인상적인 중거리 슛으로 득점하였다. 그의 토너먼트에서의 활약은 UEFA 챔피언스리그 준우승을 경험한 AS 모나코 FC의 이적제의를 받기도 하였으나, 묀헨글라트바흐는 강하게 제안을 거부하였다.

### 폴란드
2011년 5월, 그는 폴란드 국가대표팀 차출 의사를 밝혔다. 같은 해 7월, 그의 요청이 확인되었고, 2011년 7월 26일, 프란치세크 스무다 감독에 의해 조지아전을 앞두고 차출되었다.
그는 폴란드 국가대표팀 소속으로 2011년 8월 10일에 조지아전에서 데뷔하였다.